# Central Realas
Il Central Realas è una società calcistica con sede ad Auki, nelle Isole Salomone. Partecipa alla Malaita FA League e al National Club Championship.

## Palmarès
- National Club Championship: 1

2004